# Maximilian Funke-Kaiser

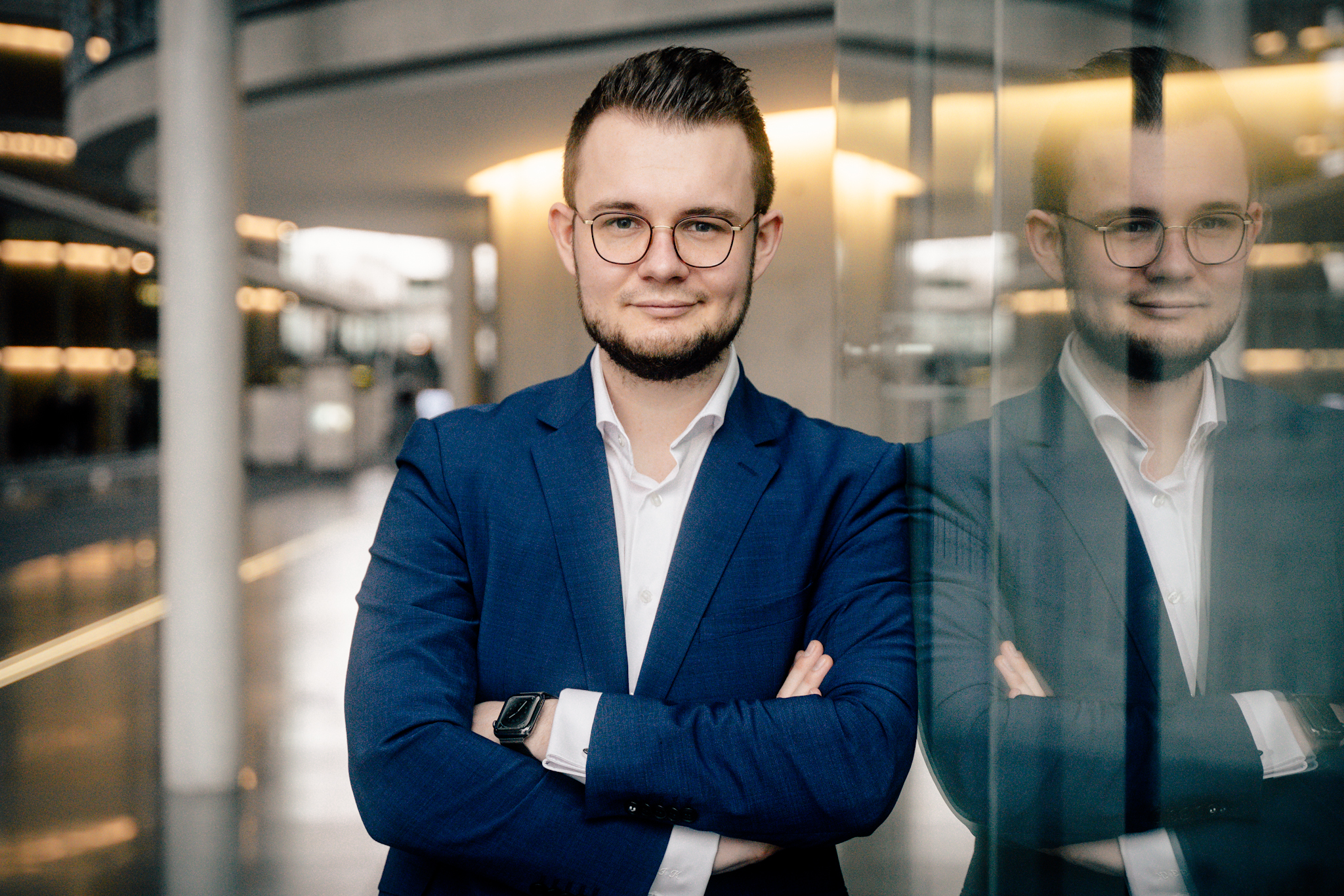
Maximilian Funke-Kaiser, 2022

Maximilian Ludwig Funke genannt Kaiser (kurz Maximilian Funke-Kaiser, * 17. August 1993 in Augsburg) ist ein deutscher Politiker (FDP). Er war von 2021 bis 2025 Mitglied des Deutschen Bundestages.

## Ausbildung und Beruf
Maximilian Funke-Kaiser besuchte von 2003 bis 2012 das Gymnasium bei St. Anna in Augsburg. Nach dem Abitur studierte er bis 2016 Betriebswirtschaftslehre an der Universität Augsburg mit dem Abschluss Bachelor of Science.
Von 2020 bis Oktober 2021 war er Geschäftsführer des Familienbetriebs RFK Immobilienverwaltung GmbH, seit 2014 ist er Geschäftsführer der federführenden mit gegründeten Beratungsfirma FKB Funke-Kaiser Beratung GmbH und seit 2016 geschäftsführender Gesellschafter der gegründeten Abrechnungs- und Buchhaltungsdienstleistungen Akkurat Abrechnungsservice OHG.

## Politische Tätigkeiten

### Anfänge und Landesvorsitz der Jungen Liberalen Bayern
Funke-Kaiser trat im Jahr 2013 den Jungen Liberalen sowie der FDP bei. Von 2013 bis 2021 war er stellvertretender Kreisvorsitzender der FDP Augsburg-Stadt. Von 2015 bis 2023 war Funke-Kaiser Mitglied des Bezirksvorstands der FDP Schwaben. Von November 2015 bis Anfang 2018 war er Bezirksvorsitzender der Jungen Liberalen Schwaben. Von 2017 bis 2021 führte er die Jungen Liberalen Bayern als deren Landesvorsitzender an. Bei der Bundestagswahl 2017 kandidierte er im Bundestagswahlkreis Augsburg-Stadt und auf Platz 16 der Landesliste Bayern, verpasste aber mit 6,10 % der Erststimmen den Einzug in den Bundestag.

### Ämter in der FDP Bayern
Beim 75. Landesparteitag der FDP Bayern in Amberg wurde er 2017 erstmals in den Landesvorstand der FDP Bayern gewählt. Seit dem 84. Landesparteitag der FDP Bayern am 11. und 12. November 2023 ist Funke-Kaiser Mitglied im Präsidium der Landespartei.

### Mitglied des Deutschen Bundestages
Im Herbst 2020 wurde er mit großer Mehrheit zum Spitzenkandidaten der Jungen Liberalen Bayern für die Bundestagswahl 2021 gewählt. Im April 2021 wurde er von der Landesvertreterversammlung der FDP Bayern auf Platz elf der Landesliste der Partei für die Bundestagswahl 2021 gewählt. Über die bayerische Landesliste gelang ihm bei der Bundestagswahl 2021 der Einzug in den 20. Deutschen Bundestag. Um laut seinen Angaben zufolge „die Trennung von Amt und Mandat“ zu bewahren, verzichtete er nach seinem Einzug in den Deutschen Bundestag auf eine erneute Kandidatur für den Landesvorsitz der Jungen Liberalen.
Funke-Kaiser war ordentliches Mitglied des Digitalausschusses sowie des Gesundheitsausschusses. Innerhalb der FDP-Fraktion fungierte er als digitalpolitischer Sprecher und war zudem Berichterstatter für das Thema E-Health. Mitte 2022 wurde Funke-Kaiser zusätzlich als ordentliches Mitglied für den Ausschuss für Bildung, Forschung und Technologie benannt und gehörte dem Gesundheitsausschuss nunmehr als stellvertretendes Mitglied an. Zur Bundestagswahl 2025 kandierte er erneut, schied aber auf Grund des Scheitern der FDP an der Fünf-Prozent-Hürde aus dem Bundestag aus. 

## Politische Positionen
Funke-Kaiser gilt als Verfechter der kompletten Liberalisierung von Ladenöffnungszeiten und fordert „die komplette Freigabe der Öffnungszeiten an sieben Tagen die Woche“. In seiner Zeit als Landesvorsitzender der Jungen Liberalen Bayern hielt diese Forderung in das Landtagswahlprogramm der FDP zur bayerischen Landtagswahl 2018 Einzug.
Bei der Bundestagswahl 2021 forderte er zudem „eine Wirtschaftspolitik 2.0. Mit einem neuen Gründergeist, mit steuerlichen Freiheiten für alle, mit Entbürokratisierung durch eine digitale Verwaltung“. Darüber hinaus setzte er sich im Wahlkampf für die Digitalisierung und den Bürokratieabbau ein.
Funke-Kaiser lehnt ein „Grundrecht auf einen analogen Zugang zu jeglichen Leistungen des Lebens“, also einen verpflichtenden internetfreien Zugang zu allen Bereichen des öffentlichen Lebens, ab.
Im Januar 2025 stimmte er für den Fünf-Punkte-Plan. Es war der erste Beschluss des Bundestages in einer Sachfrage, die mit Stimmen der vom Verfassungsschutz als in Teilen rechtsextrem eingestuften Partei Alternative für Deutschland zustande gekommen ist.

## Mitgliedschaften
Funke-Kaiser ist Mitglied im LOAD e.V. - Verein für liberale Netzpolitik sowie der Europa-Union Deutschland, die sich für ein föderales Europa und den europäischen Einigungsprozess einsetzt. Neben der Mitgliedschaft in fachpolitischen Vereinen ist Funke-Kaiser Torwart des FC Bundestag sowie Mitglied des FC Augsburg.

## Privates
Maximilian Funke-Kaiser ist mit der Co-Vorsitzenden der FDP Augsburg Julia Funke-Kaiser verheiratet. Er ist Vater einer Tochter.